# Helminthotheca

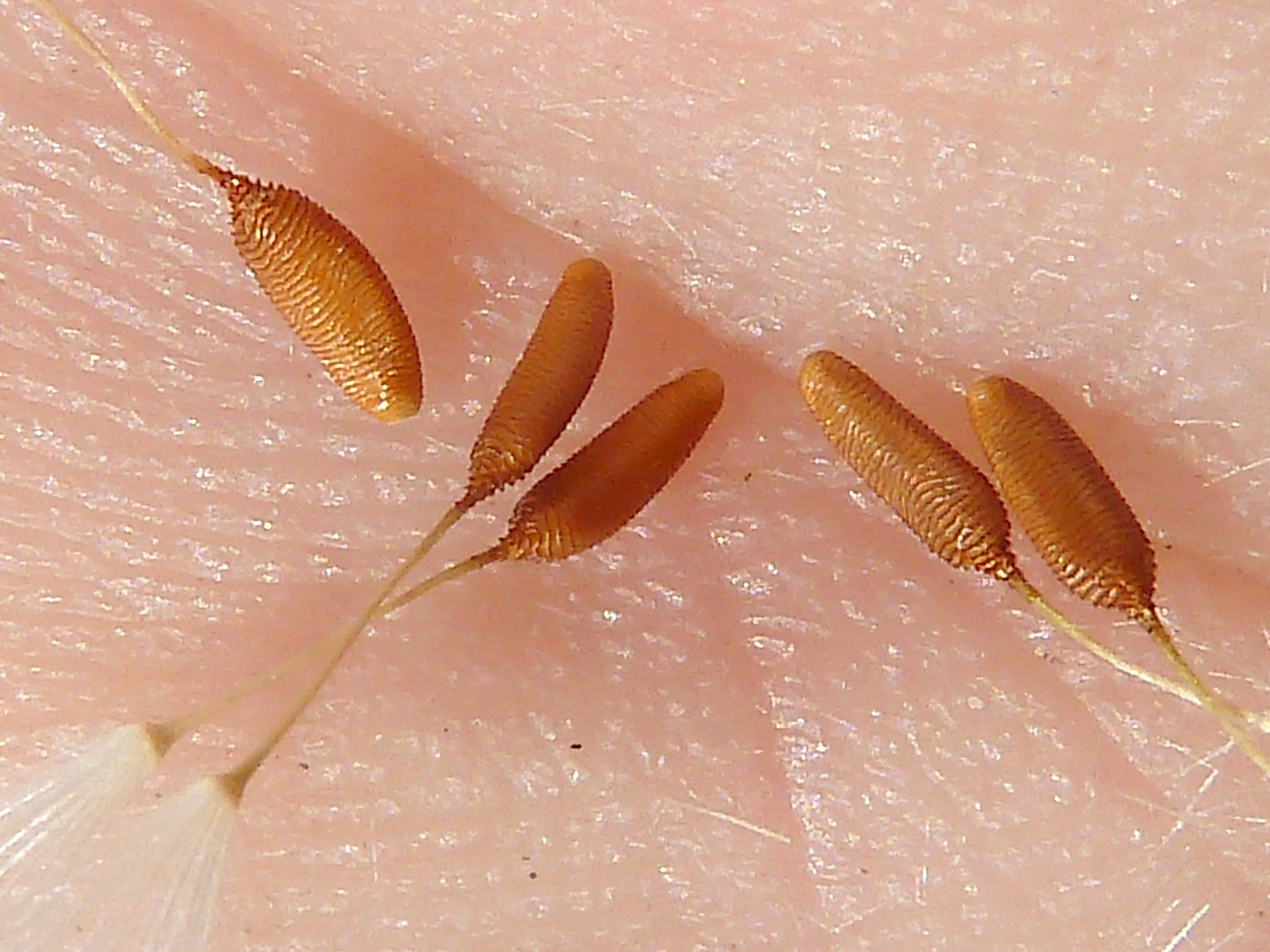
Detalle de la ornamentación vermicular de la superficie de los cuerpos de las cipselas internas (Helminthotheca echioides) y que da su nombre al género.

Helminthotheca es un género de plantas herbáceas perteneciente a la familia Asteraceae. Comprende unas 50 especies descritas y de estas, solo 5 aceptadas.

## Descripción
Son plantas herbáceas, perennes o anuales, cubiertas de acúleos espinosos basalmente bulbiformes y de cerdas gloquididas, además de pelos simples seríceos. Los tallos, acostillados, son superiormente ramificados y, generalmente poco foliosos. Dichas hojas son enteras, dentadas o lobadas, y se concentran sobre todo en una roseta basal. Al igual que el resto de la planta, tienen numerosos acúleos espinosos en el margen y haz del limbo, y cerdas gloquidiadas, las de la roseta oblanceoladas, obtusas, cortamente pecioladas y las caulinares sésiles y subauriculadas, o pecioladas y con la base del pecíolo subamplexicaule. Los capítulos, erectos en la preantesis son pedunculados o sésiles, generalmente organizados en panícula corimbiforme, racemiforme o espiciforme, cada uno de los capítulos rodeado por 5 hojas involucrales cordiformes (interpretadas también como brácteas involucrales externas), ovadas o elípticas provistas de espina terminal y generalmente también espinas marginales y cerdas gloquidiadas. El involucro propiamente dicho es de forma acampanulada, con 1-3 series de brácteas lanceoladas o lineares, inermes, las internas de mucha mayor longitud que las externas y medias. El receptáculo es plano, alveolado y glabro. Las flores son lígulas de limbo pentadentado, hermafroditas y de color amarillo. Las cipselas son homomorfas o dimorfas, con el cuerpo recorrido por 5 costillas longitudinales, generalmente difuminadas, cubiertas de escamas transversales agudas u obtusas que le dan un aspecto algo vermicular; cuando homomorfas, tienen un pico bien desarrollado, son glabras y tienen el vilano en una sola fila formada por unas 20 cerdas plumosas unidas en la base con el pico del aquenio; cuando dimorfas, las más externas son arqueadas, glabras o algo sericeas, con pico o sin pico y con el vilano poco desarrollado formado por una pequeña corona escariosa, dentada y persistente, o por una fila de escamas plumosas desiguales y están encerradas en las brácteas internas del involucro, mientras las cipselas centrales son más o menos rectas, glabras y con pico y vilano similar al de las cipselas homomorfas.

## Distribución
Es un género originario de la Cuenca Mediterránea y Macaronesia hasta Ucrania, Transcaucasia e Irán. Naturalizado en parte de Europa central, Norte y Suramérica, Sur de África y Australasia.

## Taxonomía
El género fue descrito por Sébastien Vaillant y publicado en Der Konigl. Akademie der Wissenschaften in Paris Physische Abhandlungen, vol. 5, p. 731, en 1754, aunque el autor lo había originalmente descrito, casi 30 años antes, in Histoire de l'académie royale des sciences. Avec les mémoires de mathématique & de physique (Ámsterdam 8), vol. 1721, p. 267, 1725. Hay autores que discrepan de esta atribución y la consideran inválida, y que el género fue descrito válidamente solo por Johann Gottfried Zinn y publicado en Catalogus Plantarum Horti Gottingensis, p. 430, en 1757.

#### Etimología
Helminthotheca: nombre genérico compuesto por los vocablos griegos ἕλμινς (helmins) o έλμινθος (helminthos); "gusano", y θήκη (thēkē); "envoltura, ovario", aludiendo a la ornamentación sinuosa/vermicular que cubre la superficie del ovario y luego la cipsela.

## Especies aceptadas
- Helminthotheca aculeata (Vahl) Lack, 1975
  - Helminthotheca aculeata subsp. aculeata
  - Helminthotheca aculeata subsp. maroccana (Sauvage) Greuter, 2003
- Helminthotheca balansae (Coss. y Durieu) Lack, 1975
- Helminthotheca comosa (Boiss.) Holub, 1976
  - Helminthotheca comosa subsp. comosa
  - Helminthotheca comosa subsp. lusitanica (Welw. ex Schltdl.) P.Silva y Escud., 1987
- Helminthotheca echioides (L.) Holub, 1973 - raspasaya de Canarias[7]
- Helminthotheca glomerata (Pomel) Greuter, 2003[1]

#### Híbridos
- Helminthotheca × tingitana Tremetsberger y Talavera (H. comosa × H. maroccana)
- Helminthotheca × riphaea Tremetsberger y Talavera (H. aculeata × H. maroccana)
- Helminthotheca × hispanica Tremetsberger y Talavera (H. comosa × H. spinosa)[2][3]

## Citología
Número básico de cromosomas: n=5.